# Демковський Дмитро Михайлович
Дмитро́ Миха́йлович Демко́вський — український військовик, сержант Збройних сил України.

## Життєпис

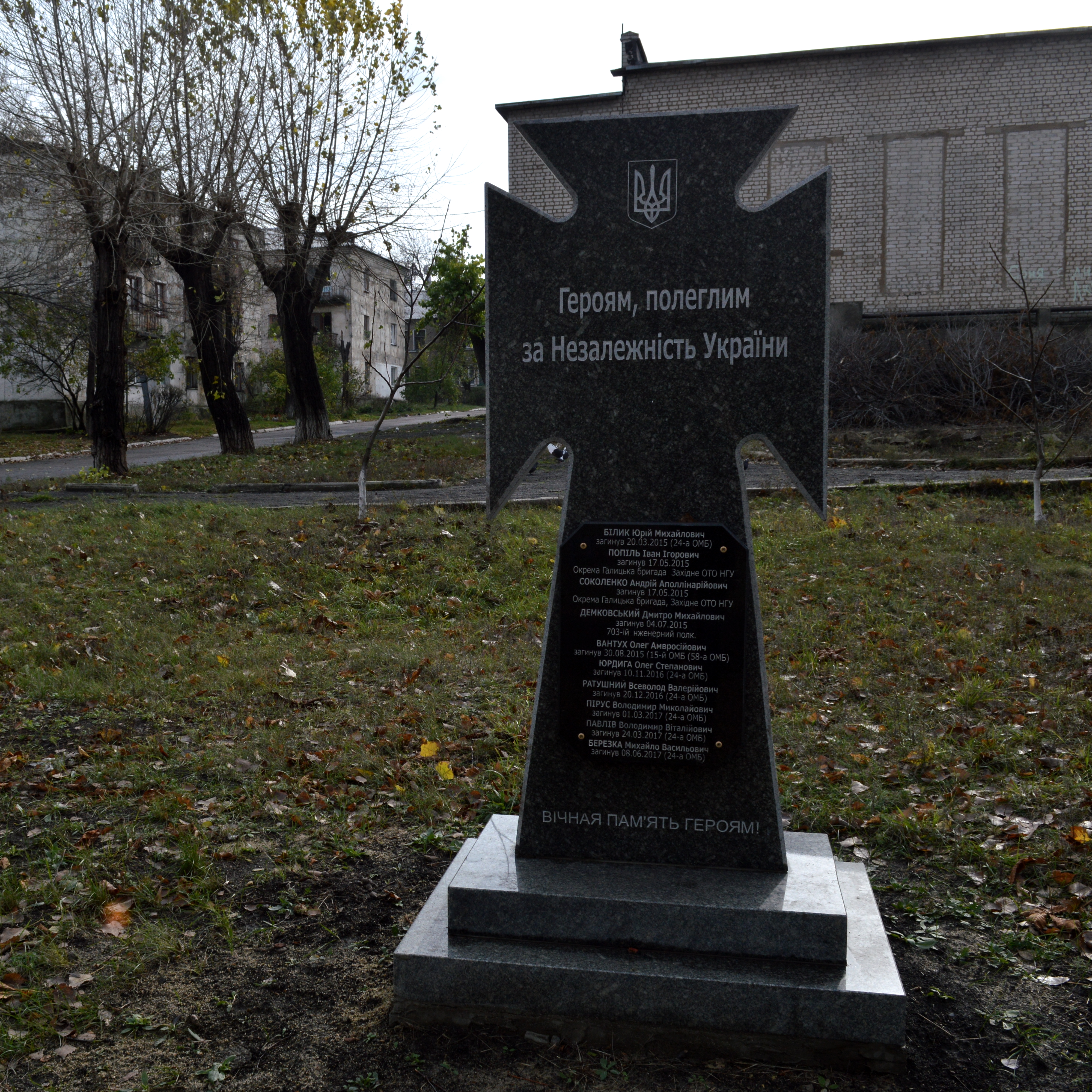
Пам'ятник загиблим українським воякам у селищі Новотошківське.

Навчався у Самбірському педагогічному коледжі ім. Филипчака, Дрогобицькому педагогічному університеті імені Івана Франка, факультет романо-германської філології, англійська мова і література.
У Збройних силах України з 2009 року, командир відділення 703-го інженерного полку.
4 липня 2015-го загинув під час проведення планового нарощування мінно-вибухових загороджень (підрив на міні) біля 29-го блокпосту на трасі «Бахмутка» поблизу села Донецький. При спробі евакуації важкопораненого солдата Романа Цапа під час повторного вибуху загинули молодший сержант Іван Смоляр, солдати Дмитро Ковшар, Артем Романов.
Без Дмитра залишилася сестра.
Похований з військовими почестями в місті Самборі 10 липня 2015-го, люди проводжали в останню дорогу на колінах. У Львівській області було оголошено триденну жалобу за загиблими Дмитром Демковським та Романом Цапою.

## Нагороди
За особисту мужність, сумлінне та бездоганне служіння Українському народові, зразкове виконання військового обов'язку відзначений — нагороджений
- 15 вересня 2015 року — орденом «За мужність» III ступеня (посмертно).